# Episodi di Young Royals (prima stagione)
La prima stagione della serie televisiva Young Royals, composta da 6 episodi, è stata interamente pubblicata dal servizio on demand Netflix il 1º luglio 2021.
| n° | Titolo originale | Titolo italiano | Pubblicazione  |
| -- | ---------------- | --------------- | -------------- |
| 1  | Episode 1        | Episodio 1      | 1º luglio 2021 |
| 2  | Episode 2        | Episodio 2      | 1º luglio 2021 |
| 3  | Episode 3        | Episodio 3      | 1º luglio 2021 |
| 4  | Episode 4        | Episodio 4      | 1º luglio 2021 |
| 5  | Episode 5        | Episodio 5      | 1º luglio 2021 |
| 6  | Episode 6        | Episodio 6      | 1º luglio 2021 |

## Episodio 1
- Titolo originale: Episode 1
- Diretto da: Rojda Sekersöz
- Scritto da: Lisa Ambjörn

### Trama
Wilhelm è il principe di Svezia, secondogenito della regina regnante Kristina. Nonostante il lignaggio, Wilhelm ha sempre voluto condurre una vita normale e senza troppe responsabilità, considerato che l'erede al trono designato è il fratello maggiore Erik. Tuttavia, dopo una lite in discoteca diventata virale sui social network, Wilhelm viene costretto a tenere un discorso di scuse. In quest'occasione la madre gli comunica che è stato deciso di spedirlo a Hillerska, prestigioso collegio frequentato dall'élite svedese e dai membri della stessa famiglia reale, nella speranza che prenda consapevolezza delle responsabilità connesse al suo ruolo pubblico.
Erik accompagna Wilhelm a Hillerska, affidandolo ad August, un cugino di secondo grado che frequenta l'ultimo anno e può quindi aiutarlo a inserirsi tra i grandi. Nel collegio studiano anche Simon e Sara, due fratelli borsisti che non appartengono al ceto altolocato e sono quindi percepiti come pesci fuor d'acqua, e Felice, una ragazza che dietro l'immagine di giovane felice nasconde profonde insicurezze. August organizza il rituale d'iniziazione per Wilhelm e, avendo necessità di procurarsi delle bevande alcoliche, chiede a Simon di fargliele avere in cambio di un invito alla festa. Simon se le procura grazie al padre.
Wilhelm si sottopone al raccapricciante rito di iniziazione. August lo prende sotto la sua ala, promettendogli che a Hillerska si troverà bene perché è un principe e deve stare nel suo habitat sociale. Sfuggito al controllo ossessivo di August, Wilhelm si nasconde con Simon e i due ragazzi si scoprono vicini, sfiorando il bacio.

## Episodio 2
- Titolo originale: Episode 2
- Diretto da: Rojda Sekersöz
- Scritto da: Lisa Ambjörn, Sofie Forsman & Tove Forsman

### Trama
I ragazzi si chiedono con quale ragazza Wilhelm si sia allontanato durante la festa d'iniziazione. August insiste per far entrare Wilhelm nella squadra di canottaggio. Durante una videochiamata con Erik, Wilhelm confida al fratello di essere stanco dell'invasività del cugino. Erik gli rivela che August ha un passato difficile, poiché il padre è morto suicida. Sara insegna a Felice come prendersi cura dei cavalli, spiegandole come lei si senta più in sintonia con gli animali piuttosto che con le persone.
August assume di nascosto degli psicofarmaci, ma è a secco di scorte e non riesce più ad approvvigionarsene tramite i soliti canali. Quando il counselor della scuola si rifiuta di prescrivergliene, August si rivolge a Simon che glieli fa avere tramite il padre, nonostante August debba ancora pagargli l'alcol della festa. Wilhelm accetta l'invito di Simon di trascorrere una serata nel suo quartiere, assistendo alla partita di calcio di una sua amica. Rientrato in collegio, Wilhelm è rimproverato da August per essersi allontanato senza permesso e perché, secondo lui, Simon lo coinvolge solo per aumentare le visualizzazioni sui social. Intanto, Felice confida alle amiche di essersi invaghita di Wilhelm, però August le sta bruciando ogni possibile occasione.
August scopre che la sua retta del collegio non è stata pagata. Consapevole che è importante tenersi vicino un avversario come Simon, August lo invita al suo pigiama party. Durante la proiezione di un film horror, Simon cerca la mano di Wilhelm che sembra accettare il suo tocco. Usciti per riflettere su quanto accaduto, Simon inizia a baciare Wilhelm che si sottrae, farfugliando di non essere gay. Tuttavia, Wilhelm non riesce a staccarsi da Simon e risponde al bacio.

## Episodio 3
- Titolo originale: Episode 3
- Diretto da: Rojda Sekersöz & Erika Calmeyer
- Scritto da: Lisa Ambjörn & Pia Gradvall

### Trama
Nonostante Wilhelm continui a sostenere di non essere gay, Simon non si dà per vinto. Il collegio accoglie i genitori degli studenti per un pranzo conviviale, ma August vuole mettere i bastoni tra le ruote a Simon che continua a insistere nel pretendere di essere pagato, dicendogli che lui e sua sorella non potrebbero partecipare al pranzo, visto che non risiedono nel collegio. Sara ha ormai capito che Felice sta interpretando un personaggio, non comportandosi come è in realtà.
Durante il pranzo, sentendosi a disagio per il fatto di trovarsi al centro dell'attenzione e in assenza dei genitori che per motivi istituzionali non sono potuti intervenire, Wilhelm si estrania. Telefonandogli, Erik lo sprona a essere più socievole. August vive con fatica la presenza del patrigno, responsabile delle difficoltà economiche in cui versa la sua famiglia, soprattutto dopo che la madre preannuncia ulteriori ristrettezze. Terminata la festa, Simon chiama i suoi amici perché vuole risolvere la sua questione con August una volta per tutte. August si difende dall'aggressione di Simon, tenuto a bada dagli amici, rivelandogli i problemi economici che gli impediscono di onorare il debito. Demoralizzato, August cede al corteggiamento di Felice.
Le sicurezze di Wilhelm sembrano vacillare, al punto che chiede a Simon di poter trascorrere la serata nel suo quartiere. Purtroppo questo non sarà possibile perché arriva una terribile notizia: Erik è morto in un incidente stradale.

## Episodio 4
- Titolo originale: Episode 4
- Diretto da: Rojda Sekersöz
- Scritto da: Lisa Ambjörn & Pia Gradvall

### Trama
Con la morte di Erik, Wilhelm diventa l'erede al trono e questo comporterà un cambiamento netto per lui, dato che non gli saranno più concessi errori. Sua madre decide comunque di rimandarlo a Hillerska, dove potrà affrontare il lutto in un ambiente ormai familiare. Il contesto è però completamente diverso rispetto a prima. Essendo l'erede al trono, Wilhelm ha una camera più grande ed è costantemente seguito dalle guardie del corpo. La scelta più pesante riguarda il rapporto con Simon. Adesso Wilhelm non può permettersi una relazione con un altro ragazzo, dovendo generare prole per garantire la successione al trono, quindi tronca la relazione con Simon e gli intima di cancellare tutti i messaggi che si sono scambiati.
August inizia lentamente a saldare i conti con Simon, specificando che al momento di più non può fare. Simon però non si accontenta e ruba nuovamente in casa del padre, ordinando ad August di vendere più merce per poterlo ripagare. Felice si è fidanzata con August, ma qualcosa le impedisce di vivere appieno questo nuovo amore. Sara si scusa con lei per il suo comportamento al pranzo con i genitori, quando aveva svelato che non stava cavalcando il suo cavallo come recitavano le fotografie sui social. August fa pervenire a Wilhelm un invito per la Società, un club esclusivo che si riunisce a tarda notte e in cui sono annoverati gli studenti di più alta estrazione sociale del collegio. Wilhelm prende il posto di Erik e trascorre una serata tipica del club, tra giochi, alcolici e pasticche.
Vagando in stato confusionale, Wilhelm si ferma al campo di calcio e telefona a Simon per farsi venire a prendere. Wilhelm inizia a straparlare, dicendo a Simon che è innamorato di lui e non vuole più nascondere i propri sentimenti. Accompagnato Wilhelm in camerata, Simon si ferma a dormire da lui e il mattino seguente i due ragazzi fanno l'amore. August li osserva dalla finestra e, pensando che il principe stia amoreggiando con una ragazza, inizia a filmarlo. Quando però si accorge che il partner sessuale è Simon, August si spaventa e si allontana.

## Episodio 5
- Titolo originale: Episode 5
- Diretto da: Rojda Sekersöz & Erika Calmeyer
- Scritto da: Lisa Ambjörn, Sofie Forsman & Tove Forsman

### Trama
Wilhelm e Simon escono dalla stanza con discrezione, convinti che nessuno li abbia sorpresi. Alexander, uno studente della cricca di August, è stato sospeso perché trovato in possesso di un importante quantitativo di pasticche. August ha paura che, qualora dovesse essere espulso, Alexander potrebbe fare i loro nomi quali persone coinvolte nel traffico, quindi la cosa migliore da fare sarebbe riversare la colpa su Simon. Wilhelm informa Simon dei piani di August, ricevendo l'avvertimento che non è sua intenzione immolarsi per la famiglia reale.
A Hillerska si tiene l'annuale cerimonia per la festa di santa Lucia. Felice è stata scelta per interpretare la santa, ma discute con la madre che vorrebbe farle indossare un abito per proseguire una tradizione di famiglia. Wilhelm chiede ai suoi uomini di indagare su August, alla ricerca di qualcosa da usare contro di lui. La preside comunica ad August che il consiglio direttivo ha deliberato di sospendere la sua iscrizione al collegio a partire da dopo le festività natalizie, essendogli impossibile pagare la retta. A questo punto, radunati gli amici in una seduta straordinaria della Società, August vuole addossare la colpa delle pasticche su Simon. Wilhelm si mette contro August, proponendo invece di lasciare che sia Alexander a pagarne le conseguenze, così da salvare la loro posizione. Wilhelm riesce a isolare August, rivelando agli altri membri del gruppo che ha problemi finanziari e quindi presto non sarà più tra loro. Tutti recitano il copione concordato davanti alla preside, salvando Simon.
La sera dello spettacolo August si mette davanti a un computer e carica in rete il video del sesso tra Wilhelm e Simon, osservato casualmente da Sara. Subito dopo August riceve una telefonata dalla Corte, scoprendo che la regina gli ha pagato la retta e quindi potrà continuare a studiare a Hillerska. Purtroppo questa mossa, orchestrata da Wilhelm, è arrivata troppo tardi perché il video sta già circolando in tutta la Svezia.

## Episodio 6
- Titolo originale: Episode 6
- Diretto da: Rojda Sekersöz & Erika Calmeyer
- Scritto da: Lisa Ambjörn

### Trama
La regina vuole che Wilhelm rilasci un'intervista in cui dichiari di non essere lui il protagonista del chiacchieratissimo filmato. Chi invece è stato chiaramente identificato è Simon, il quale sperimenta il lato oscuro della celebrità, con gli sguardi incuriositi della gente al supermercato e i giornalisti appostati sotto casa. Imbeccato dalla madre, Wilhelm capisce che è meglio non vedere più Simon, così da non alimentare ulteriormente il gossip sul suo conto. Intanto, a Hillerska il computer da cui è partito il video finisce sotto indagine, ma August è tranquillo perché sa di aver preso tutte le precauzioni e che nessuno potrà risalire a lui, vista anche la sua vicinanza alla famiglia reale. Di certo Wilhelm non pensa che possa essere lui il colpevole, tanto da scusarsi per le frasi dette sul suo tenore economico alla riunione della Società.
Simon capisce che non può nascondersi per sempre, così prende il coraggio di tornare a Hillerska, anche per non pregiudicare gli studi di Sara. Quest'ultima è l'unica a sapere che è stato August a riprendere il video, ma non ha prove per accusarlo e certamente Wilhelm non le credebbe mai. Sara affronta August, scoprendo che l'ha fatto perché a suo parere Wilhelm non sta prendendo seriamente il ruolo di principe ereditario come invece faceva il compianto Erik. Sara stringe un patto con August: non dirà nulla, ma in cambio vuole diventare una residente del collegio. Anche a casa Sara inizia a manifestare una certa insofferenza per la semplicità della sua famiglia, ma Simon le fa capire che non deve vergognarsi di loro né dimenticare da dove proviene. Wilhelm rilascia l'intervista, affermando di non essere la persona ripresa nel filmato e chiede di essere lasciato in pace ai suoi studi. Simon prende molto male quest'uscita e rompe ogni comunicazione con lui, non volendo essere la relazione segreta di nessuno. Dopo aver visto svariate volte il video, Felice si accorge che sullo schermo appaiono dei pixel rovinati, gli stessi delle fotografie postate da August sul suo profilo social. La ragazza lo riferisce a Wilhem, il quale va su tutte le furie e grida ad August che è fuori dalla famiglia.
La festa di Natale a Hillerska si celebra in un'atmosfera rigida per gli ultimi eventi. Wilhem e Simon si salutano e Wilhem dichiara il suo amore a Simon, il quale, però, non fa lo stesso. Wilhem sale sulla limousine, con Simon a osservarlo allontanarsi.